# Каменский (Мордовия)
Каменский — посёлок в составе Медаевского сельского поселения Чамзинского района Республики Мордовия.

## География
Находится на расстоянии примерно 16 километров по прямой на востоко-северо-восток от районного центра посёлка Чамзинка.

## История
Основан в начале XX века. В 1914 году учтен как Каменка (Горбуновка) — деревня из 18 дворов Ардатовского уезда, в 1936 году учитывался как посёлок Горбуновка.

## Население
Постоянное население составляло 7 человек (русские 100 %) в 2002 году, 7 в 2010 году.